# گوالتیری سیکامینو
گوالتیری سیکامینو (به ایتالیایی: Gualtieri Sicaminò) یک کومونه در ایتالیا است که در استان مسینا واقع شده‌است.

## خصوصیات
گوالتیری سیکامینو ۱۴٫۴ کیلومترمربع مساحت و ۲٬۰۲۱ نفر جمعیت دارد و ۸۰ متر بالاتر از سطح دریا واقع شده‌است.